# Kevin Austin
Kevin Austin (London-Hackney, Anglia, 1973. február 22. – 2018. november 23.) válogatott Trinidad és Tobagó-i labdarúgó, hátvéd.

## Pályafutása

### Klubcsapatban
1992–93-ban a Saffron Walden Town csapatában kezdte a labdarúgást. 1993 és 1996 között a Leyton Orient, 1996 és 1999 között a Lincoln City játékosa volt a harmad- és a negyedosztályban. 1999 és 2001 között a másodosztályban is szerepelt a Barnsley együttesével. Közben 2000-ben kölcsönben a Brentford játékosa is volt. A 2001–02-es idényben a Cambridge United, majd a Kettering Town csapatában szerepelt. 2002 és 2004 között a Bristol Rovers, 2004 és 2008 között a walesi Swansea City, 2008 és 2010 között a Chesterfield, 2010–11-ben a Darlington labdarúgója volt. Majd először kölcsönben volt a Boston United játékosa és a 2011–12-es idényben itt fejezte be az aktív játékot.

### A válogatottban
A Trinidad és Tobagó-i válogatottban hét alkalommal szerepelt.